# Isztambuli Műszaki Egyetem
Az Isztambuli Műszaki Egyetem (törökül İstanbul Teknik Üniversitesi, İTÜ) Törökország egyik kiemelkedő egyeteme, melyet 1773-ban Isztambul városában alapítottak. 2001-ben az ország második legjobb műszaki egyetemének tartották.

## Története
Az egyetemet 1773-ban III. Musztafa alapította, eredetileg tengerészeti tudományokat tanítottak (Muhendishane-i Bahr-i Humayun, Birodalmi Tengerészmérnökök Iskolája), hajóépítő-mérnököket és térképészeket kívántak képezni. 1795-ben alakult meg a Birodalmi Hadmérnöki Iskola, 1847-ben pedig megnyílt az építészmérnöki kar is. 1883-ban az általános mérnöki kar felvette a  Mérnökakadémia nevet, célja az ország új infrastruktúrájának kiépítéséhez szükséges mérnökök képzése lett. Az intézmény hivatalosan 1928-ban kapott egyetemi státust. A különböző iskolákat 1947-ben, a mai név alatt egyesítették. Első női rektor Gülsün Sağlamer építész volt.

## Kampuszok
Az egyetemnek öt kampusza van, a 247 hektáros központi kampusz Isztambul Ayazağa negyedében kapott helyet, itt található a rektor irodája és az adminisztratív épületek, valamint az általános mérnöki, az elektronikai, a vegyész- és kohómérnöki kar, a bányamérnöki kar, a repüléstani kar, a hajóépítészeti és a tengerészeti mérnöki kar, valamint a központi könyvtár. A Gümüşsuyu-kampusz ad otthont a gépészmérnök-karnak és a sportlétesítményeknek. Az építészeti kar, a Társadalomtudományi Intézet és a bölcsészkar a Taşkışla-kampuszon található. A Maçka-kampuszon a nyelvtudományi kar, az Atatürki Reformok Története Intézet, az állami konzervatórium, valamint a gazdálkodásmenedzsment-kar található.